# Søndre Hella
Søndre Hella ist ein Gräberfeld auf der Westseite der Insel Nøtterøy in Færder im Fylke Vestfold. Es gilt als eines der größten Gräberfelder im Vestfold. Die Hügel stammen vermutlich aus der gesamten Eisenzeit (400 v. Chr. bis 800 n. Chr.)
Es handelt sich um 25 registrierte Gräber. Drei liegen auf dem Plateau, während der Rest strandnah liegt. Einige Hügel sind eng benachbarte Rundhügel, mit Durchmessern bis zu 15,0 Metern bei einer Höhe von etwa 2,0 Metern und großen Steinen als Einfassung. Andere sind niedriger und verfügen über große Felsbrocken in der Mitte. Es gibt auch einige sehr niedrige.

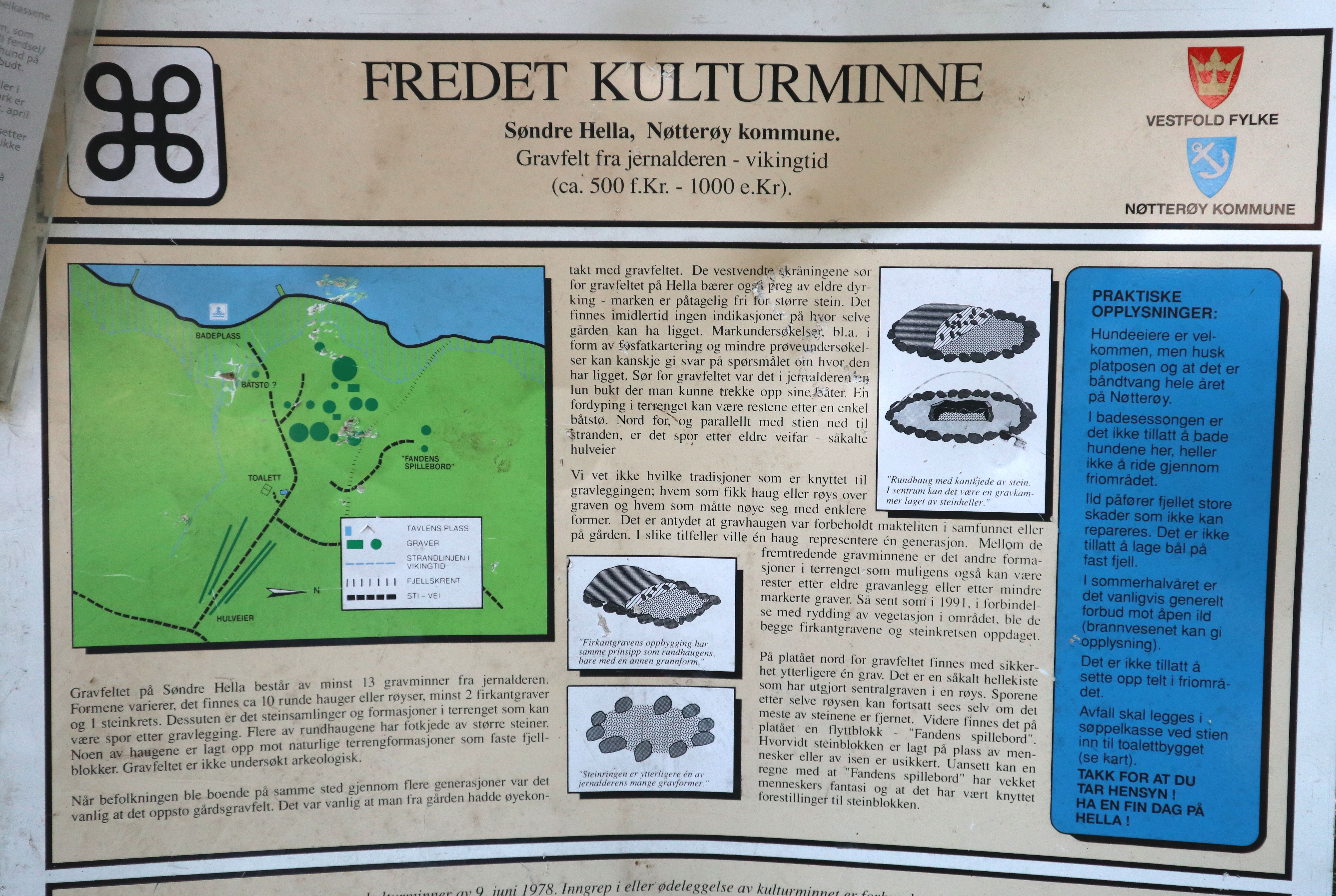
Schautafel Søndre Hella

## Fandens spillebord
Auf dem Plateau befindet sich eine Fandens spillebord (Spieltisch des Teufels) genannte Steinformation. Ein etwa 3,0 Meter langer, 2,0 Meter breiter und 1,0 Meter dicker Felsblock liegt, etwa 0,3–0,5 Meter über dem Boden, auf vier etwa 1,0 Meter dicken und hohen Felsblöcken. Er ist von fünf kleineren Felsbrocken umgeben. Es ist unbekannt, ob dies eine natürliche Anordnung ist oder der Steinblock von Menschen positioniert wurde. Die Steinformation ist noch nie ausgegraben worden. Der Felsen auf den kleineren Findlingen erinnert an die in Schweden verbreiteten Dolmen vom Fröböke-Typ. Wahrscheinlich hatte Fandens spillebord eine bestimmte Funktion in Verbindung mit dem umgebenden Gräberfeld. Von Schweden ist ein weiterer Fall bekannt, in dem sich eine identische Felsformation in der Mitte eines Gräberfeldes befindet.